# Elizabeth Forbes

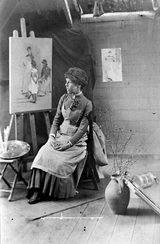
Elizabeth Forbes in haar studio

Elizabeth Adela Forbes, geboren Armstrong (Kingston, Ontario, 29 december 1859 - Newlyn, Cornwall, 16 maart 1912) was een Canadees kunstschilderes die hoofdzakelijk in Engeland werkte. Haar stijl kende afwisselend invloeden van het postimpressionisme, de prerafaëlieten en de realistische schilders van de School van Barbizon. Ze behoorde tot de Newlyn School.

## Leven en werk
Elizabeth Forbes was de dochter van een oudere vader, een medewerker van de Canadese regering, ging naar privéscholen en vervolgens voor kunststudies naar Engeland. Samen met haar moeder, die haar chaperonneerde, woonde ze in Chelsea, direct naast de studio van Dante Gabriel Rossetti, die ze echter nooit zou ontmoeten. Ze bezocht de Royal College of Art.
In 1878 keerde ze met haar moeder terug naar Canada om korte tijd later haar studies te vervolgen in New York, onder William Merritt Chase. In 1881 keerde ze terug naar Europa, opnieuw vergezeld door haar moeder. Korte tijd studeerde ze te München bij Frank Duveneck, vervolgens voegde ze zich bij de postimpressionistische kunstenaarskolonie in Pont-Aven, in Bretagne. Een jaar later ging ze naar Londen en opende daar een studio. In 1884 schilderde ze een periode in Nederland, met name te Zandvoort. In 1885 verhuisde ze vervolgens vanuit Londen naar Newlyn in Cornwall. Daar trouwde ze in 1889 met Stanhope Forbes, een belangrijk vertegenwoordiger van de Newlyn School, waarvan ze ook zelf lid werd. Ze kregen samen een zoon in 1893. In dat jaar exposeerde ze ook met veel succes tijdens de World's Columbian Exposition in Chicago. In 1900 had ze een grote overzichtstentoonstelling in Londen.
Elizabeth Forbes had een sterke voorkeur voor het schilderen 'en plein air'. Ze schilderde veel genrewerken, vaak met kinderen. Ze was bevriend met James Abbott McNeill Whistler en Walter Sickert, die beiden ook haar werk beïnvloedden. Forbes maakte veel etsen en illustreerde ook boeken, vaak in de stijl der prerafaëlieten.
Ze overleed in 1912 te Newlyn, 52 jaar oud. Haar zoon Alec, haar enige kind, sneuvelde tijdens de Eerste Wereldoorlog.
Werk van haar is onder andere te zien in de National Gallery of Canada te Ottawa en de Tate Gallery te Londen.

## Galerij

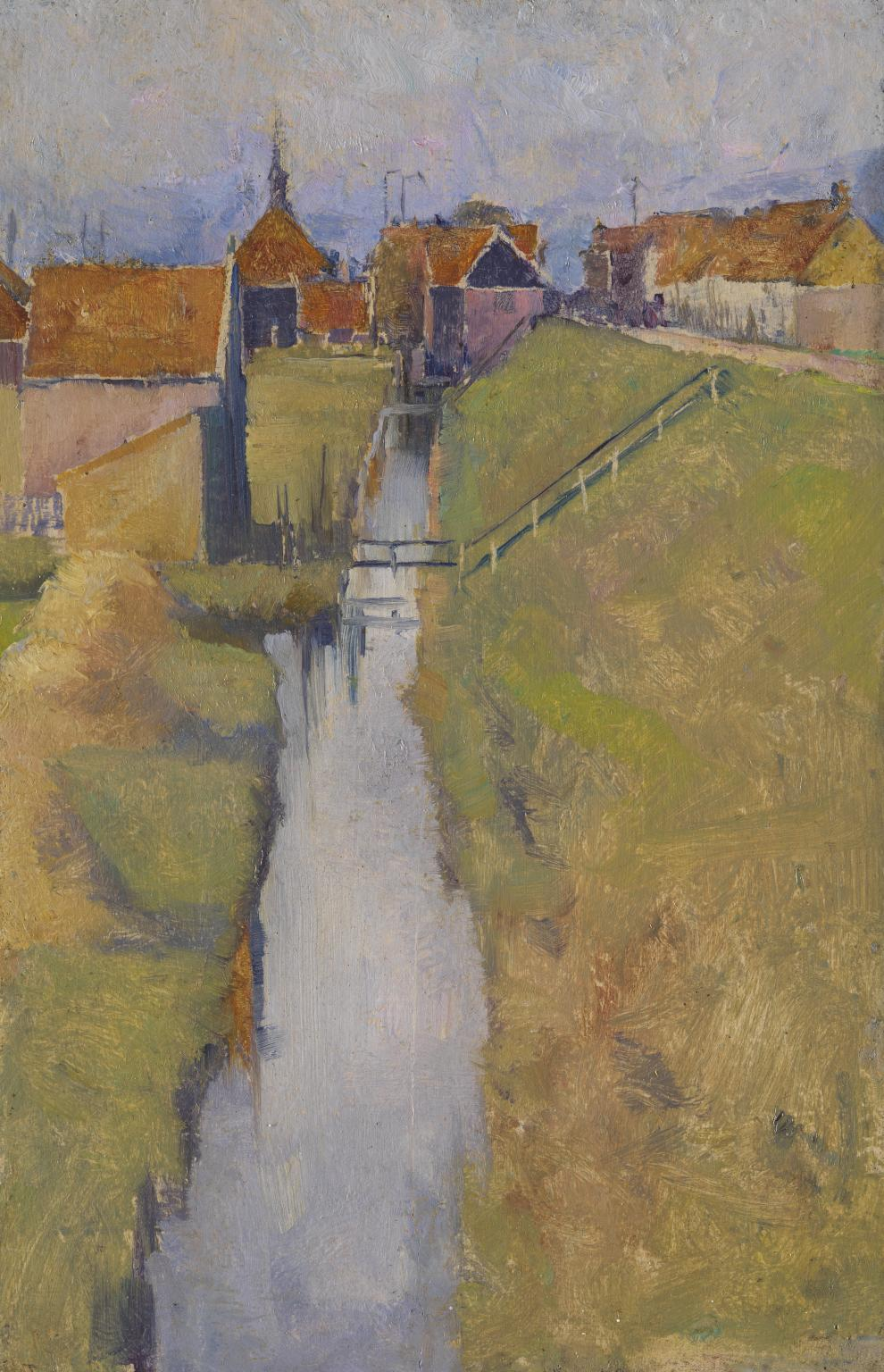
Volendam, Holland
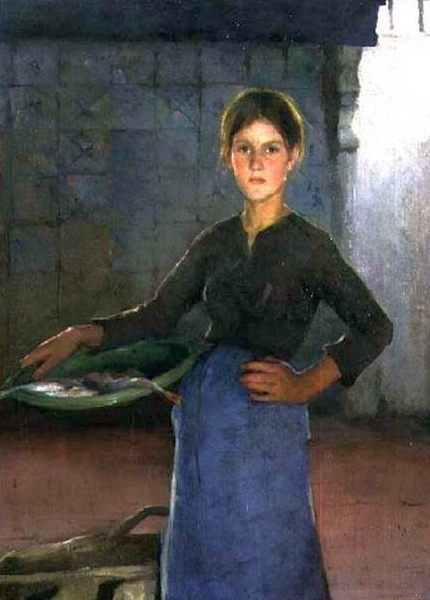
The Zandvoort Fishergirl
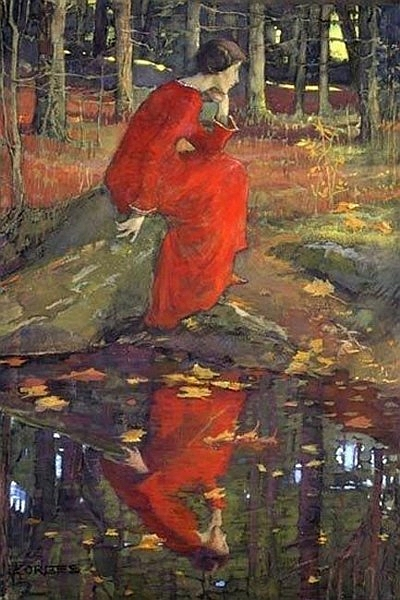
The Leaf
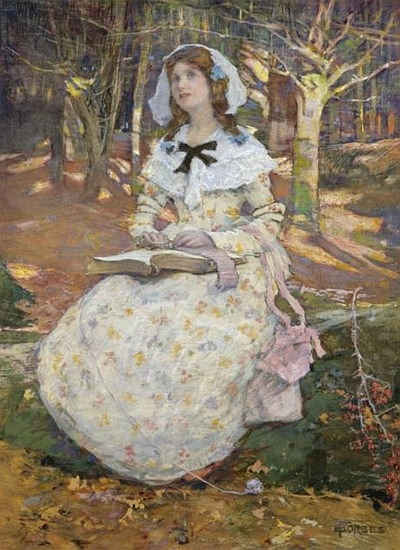
The Open Book
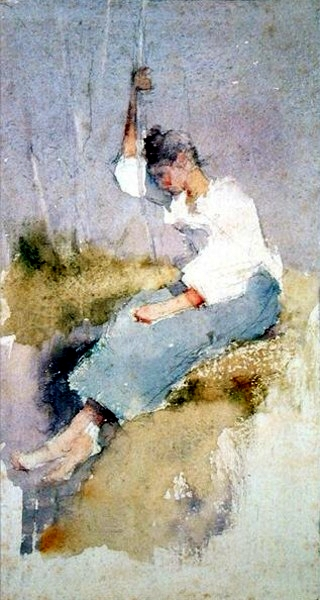
Breton Girl
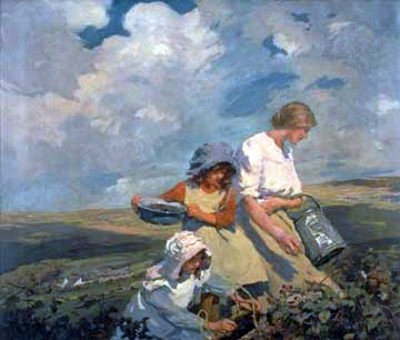
Blackberry Gathering
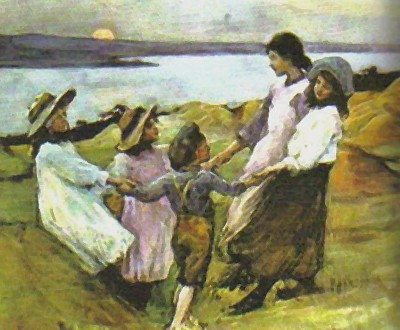
Ringa Ronga Roses
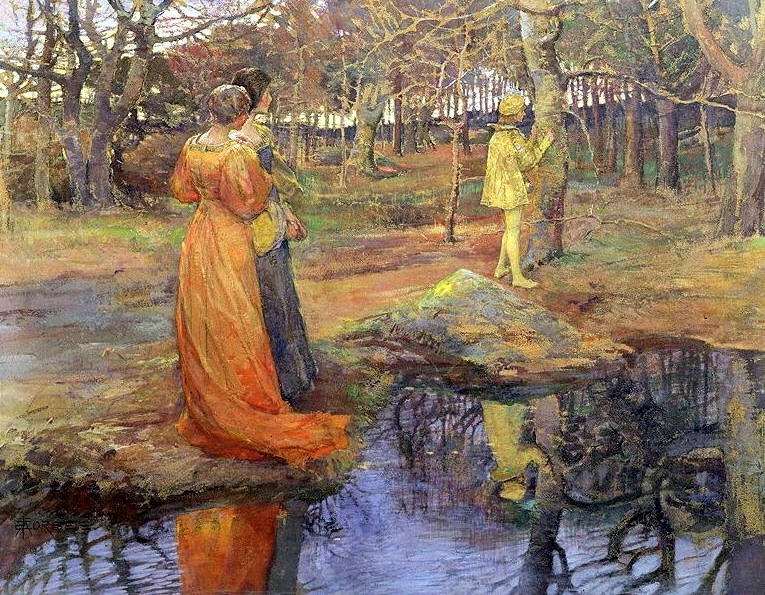
Medieval Woodland Scene
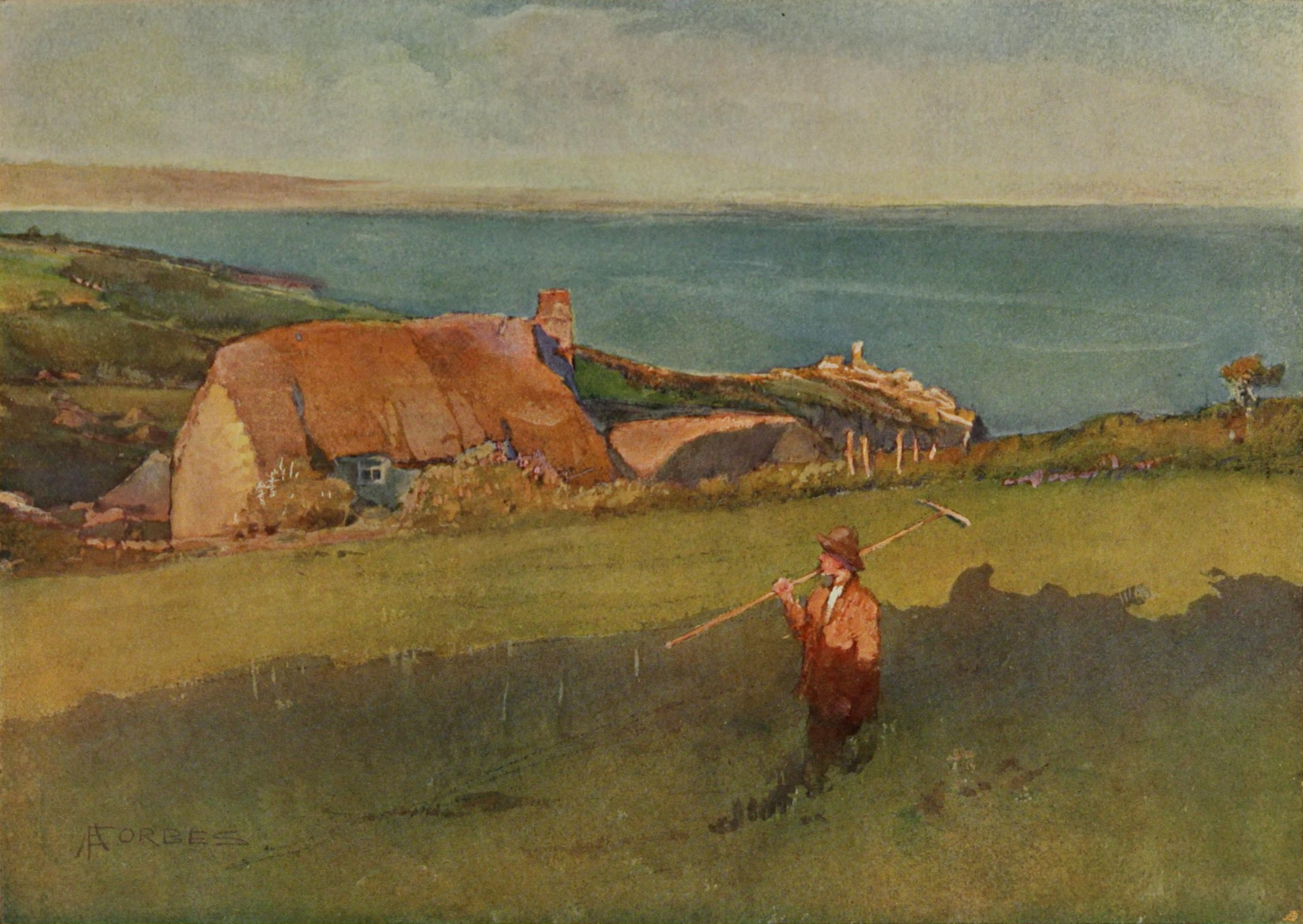
Across Mounts Bay
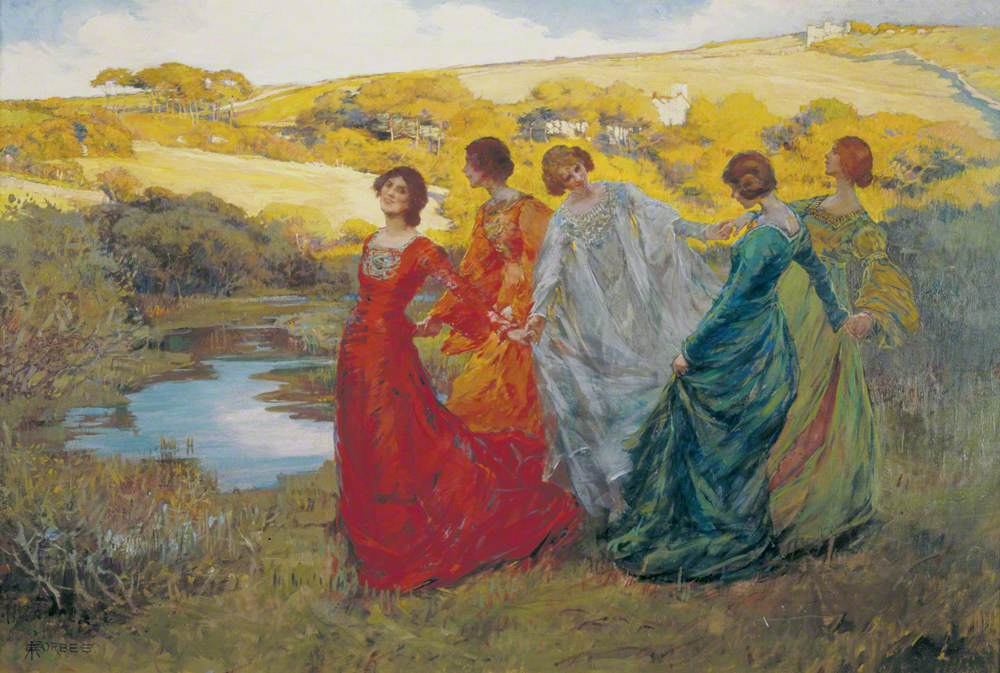
On A Fine Day